# Silent Empire
Silent Empire je druhé EP německé power metalové skupiny Freedom Call. Akustické EP bylo vydáno 1. února 2001 přes vydavatelství NTS Records.

## Seznam skladeb
| Pořadí         | Název                              | Délka |
| -------------- | ---------------------------------- | ----- |
| 1.             | Freedom Call (akustická verze)     | 3:42  |
| 2.             | The Quest (akustická verze)        | 7:15  |
| 3.             | Hymn to the Brav (akustická verze) | 4:23  |
| Celková délka: | Celková délka:                     | 15:20 |

## Obsazení
- Chris Bay – zpěv, kytara
- Sascha Gerstner – kytara
- Ilker Ersin – baskytara
- Dan Zimmermann – bicí